# Duomo di Colorno
Il duomo di Santa Margherita, noto anche come duomo di Colorno, è un luogo di culto cattolico dalle forme tardo-gotiche e neoclassiche, situato in via Giuseppe Mazzini 27 a Colorno, in provincia e diocesi di Parma; è sede di una parrocchia compresa nella zona pastorale della Bassa.

## Storia
La data certa di fondazione dell'edificio risulta ignota. Secondo vari storici la chiesa fu costruita nella seconda metà del XV secolo, probabilmente già entro il 1454, e ottenne nel 1479 lo jus plebanale, in precedenza posseduto dalla distrutta chiesa di San Giovanni Battista, che sorgeva nell'area a est del borgo ove sarebbe successivamente sorto il parco Ducale, oppure dalla chiesa di Santo Stefano, eretta entro il XIV secolo; secondo altri studiosi il luogo di culto fu realizzato solo a partire dal 1512, anno in cui si ha testimonianza di lavori eseguiti al suo interno. Le opere furono sicuramente completate entro il 27 maggio 1525, quando il tempio fu solennemente consacrato dal vescovo Pompeo Musacchi. L'edificio originario, realizzato in stile tardo gotico su ispirazione della ben più grande chiesa di San Francesco del Prato di Parma, si sviluppava su un impianto a tre navate coperte da capriate lignee, suddivise da un alto colonnato corinzio e prive di cappelle laterali.
Nel 1573 fu eretto il campanile sul retro e furono eseguiti alcuni interventi nell'abside.
Nel 1582 la chiesa divenne sede parrocchiale, al posto della vicina chiesa di Santo Stefano, che ne divenne sussidiaria.
Nel 1637 l'edificio fu saccheggiato dalle truppe spagnole, che, ostili al duca Odoardo I Farnese, provocarono ingenti danni al tempio; altri deterioramenti si verificarono il 10 aprile 1653, quando una forte scossa sismica colpì la zona, causando il crollo di uno dei pinnacoli sulla facciata.
Nel 1660 furono intraprese alcune opere, tra cui la costruzione, su progetto dell'architetto Giovanni Battista Magnani, della grande cappella sul lato destro, dedicata al santissimo Sacramento e completata nel 1666; inoltre, nel 1662 gli interni furono interamente imbiancati, coprendo gli affreschi cinquecenteschi, in vista della visita del duca Ranuccio II Farnese e della moglie Margherita Violante di Savoia in occasione della festa patronale. Nel frattempo, il 1º dicembre 1664 la chiesa ottenne il titolo di collegiata su decisione del vescovo di Parma Carlo Nembrini.
Nel 1734 il luogo di culto fu nuovamente occupato e saccheggiato durante la battaglia di Colorno, che contrappose gli austriaci ai francesi e sardi.
Nei decenni seguenti furono eseguiti alcuni lavori negli interni: nel 1737 fu innalzata la grande cappella sul lato sinistro, dedicata a sant'Antonio da Padova; nel 1760, forse su progetto di Ennemond Alexandre Petitot, fu aggiunta nel presbiterio una tribuna per il duca Filippo di Borbone; tra il 1777 e il 1778 furono coperte le capriate lignee con volte in cannucciato, fu restaurata la zona absidale e fu aggiunta la cantoria con l'organo.
Nel 1832 un terremoto provocò alcuni danni al luogo di culto e l'anno seguente, grazie a un'iniziale cospicua donazione, furono avviati per volontà del prevosto Isacco Deval grossi lavori di ristrutturazione in forme neoclassiche dell'intero edificio; la progettazione fu affidata all'architetto Giuseppe Tebaldi, al quale fu affiancato l'architetto Casa, con la collaborazione di Nicola Bettoli. La chiesa fu chiusa al culto il 27 maggio 1834 e per alcuni anni tutte le funzioni religiose furono officiate nella cappella ducale di San Liborio. Le opere consistettero nella parziale risistemazione della facciata, nell'aggiunta degli ingressi secondari, nel rivestimento delle colonne corinzie con massicci pilastri, nella sostituzione dell'antico pavimento in cotto, nella decorazione degli interni e nella realizzazione delle prime otto cappelle laterali. Nonostante le offerte, compreso il contributo finanziario della duchessa Maria Luigia, i soldi non furono sufficienti per completare i lavori inizialmente previsti, che avrebbero dovuto riguardare anche la zona absidale. Il cantiere fu portato a termine il 1º dicembre 1844, con la riapertura al culto dell'edificio.
Nuovi più modesti interventi furono eseguiti nei decenni seguenti: nel 1862 furono aggiunti nuovi altari laterali, nel 1892 fu sostituito l'organo, nel 1898 fu affrescata la zona absidale, nel 1904 fu realizzato l'altare maggiore su progetto dell'architetto Rolando Levacher, nel 1905 fu risistemato il tetto e nel 1909 furono restaurati gli interni.
Il 30 settembre 1945 la chiesa ottenne il titolo onorifico di duomo su decisione del vescovo Evasio Colli.
Alcuni lavori furono eseguiti anche nei decenni successivi, tra cui la realizzazione dei nuovi pavimenti interni ed esterni tra il 1962 e il 1968, la risistemazione delle pitture interne nel 1995 e il restauro dell'abside tra il 2005 e il 2006.
Il 25 e il 27 gennaio 2012 una serie di scosse sismiche provocò alcuni danni all'edificio, che fu chiuso al culto per consentire i lavori di consolidamento e restauro; al termine delle opere, il 18 gennaio 2015 la chiesa fu ufficialmente riaperta nel corso di una cerimonia solenne officiata dal vescovo Enrico Solmi.

## Descrizione

### Esterno

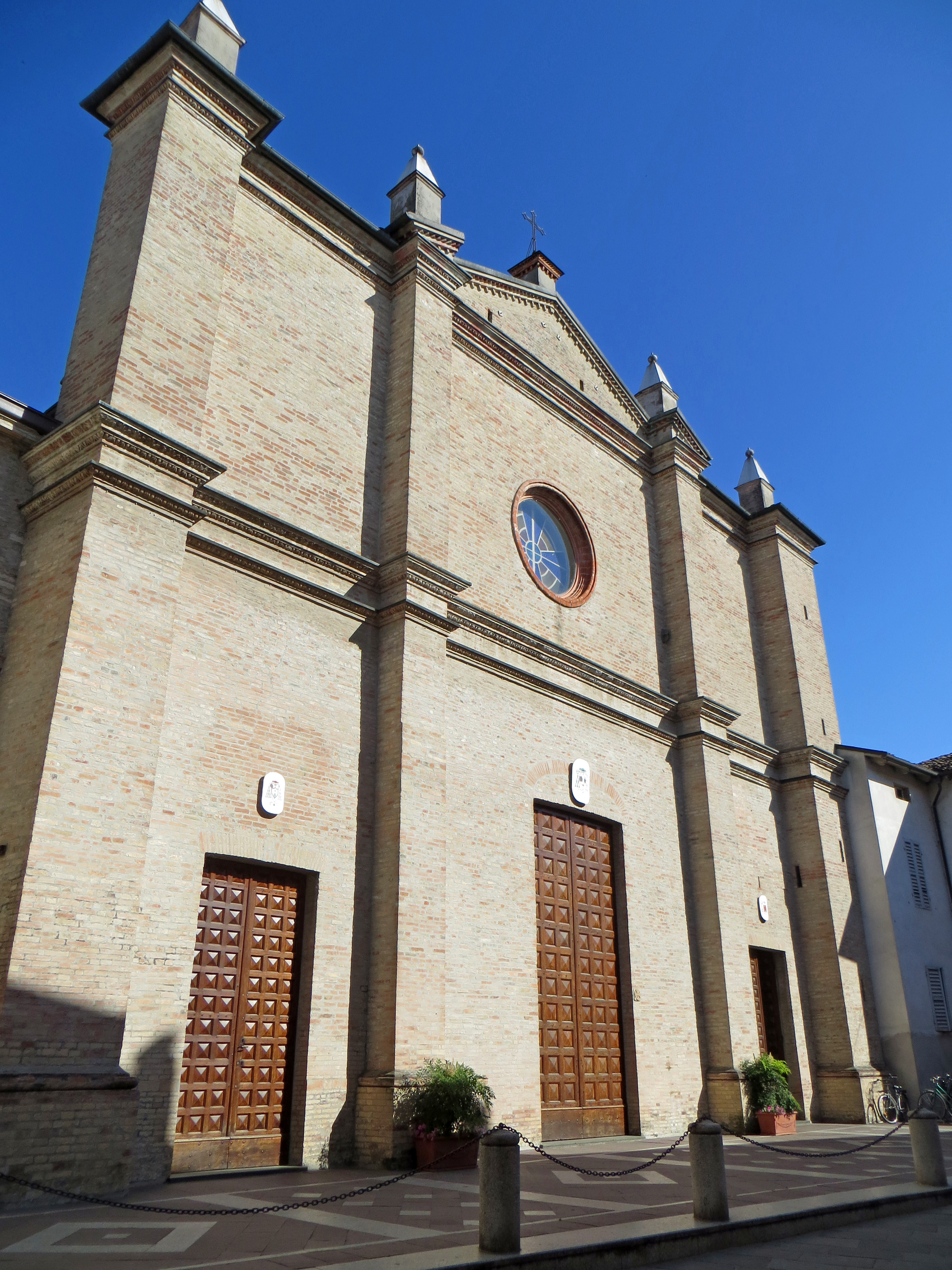
Facciata

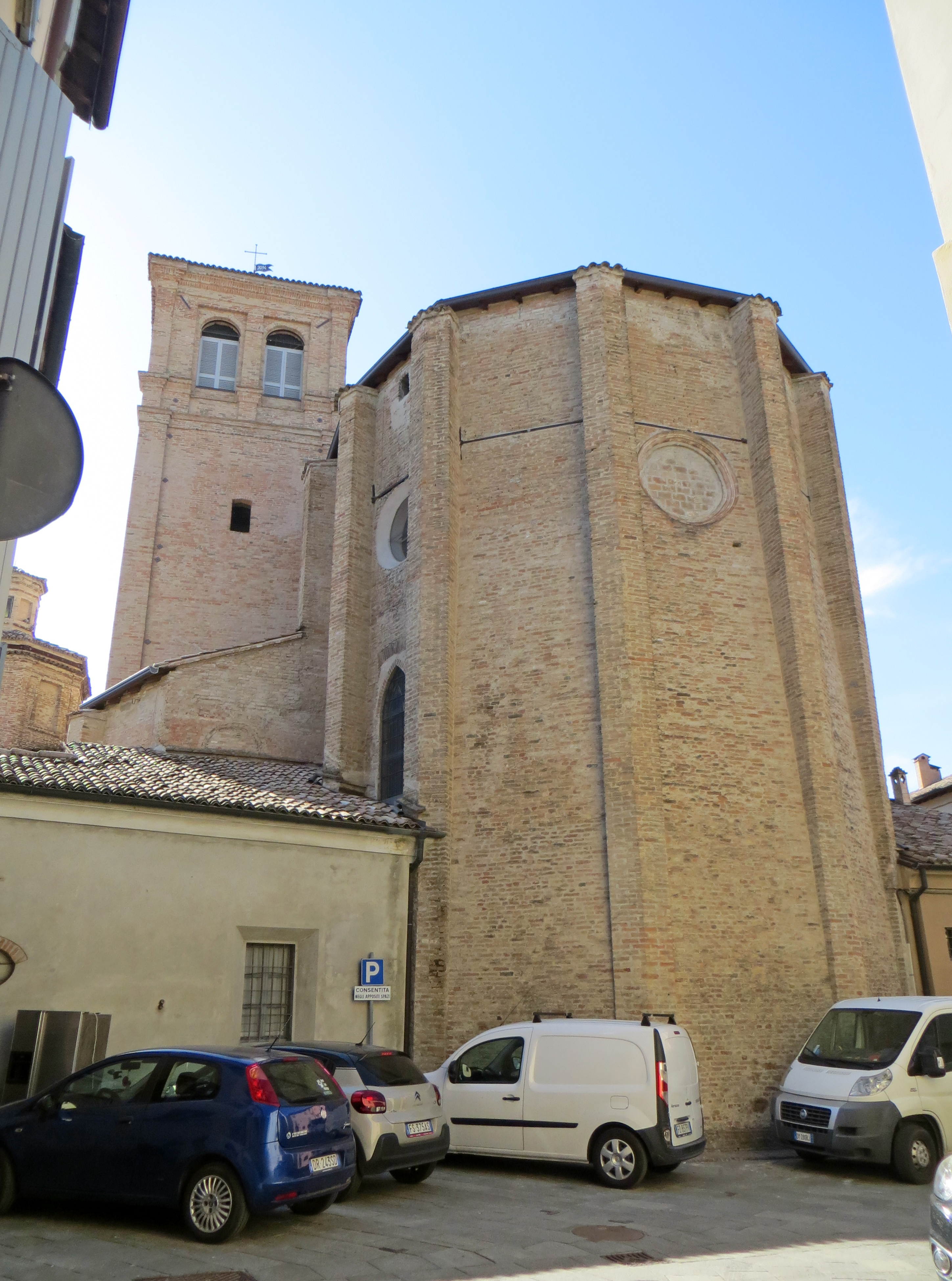
Abside e campanile

La chiesa si sviluppa su una pianta a croce latina a tre navate affiancate da cinque cappelle per parte, con ingresso a ovest e presbiterio absidato a est.
La simmetrica facciata, interamente rivestita in laterizio come il resto dell'edificio, si eleva su due ordini separati da una fascia marcapiano in rilievo ed è tripartita verticalmente da quattro paraste; al centro è collocato l'ampio portale d'ingresso principale, mentre più in alto si apre nel mezzo un grande rosone incorniciato in cotto; ai lati sono posti i due portali d'accesso secondari; in sommità, oltre il cornicione, si staglia nella porzione centrale un ampio frontone triangolare, con cornice quattrocentesca dentellata, coronata nel mezzo da una croce metallica; ai lati, in corrispondenza dei contrafforti si ergono quattro pinnacoli piramidali.
Dai fianchi aggettano i volumi delle cappelle, erette tra il XVII e il XVIII secolo; sul fondo, sulla destra si erge il massiccio campanile cinquecentesco; la cella campanaria si affaccia sulle quattro fronti attraverso coppie di monofore ad arco a tutto sesto.
Sul retro si allunga l'abside tardo-gotica originaria, scandita da paraste e illuminata lateralmente da due monofore ad arco ogivale, sormontate da oculi.

### Interno

#### Navate

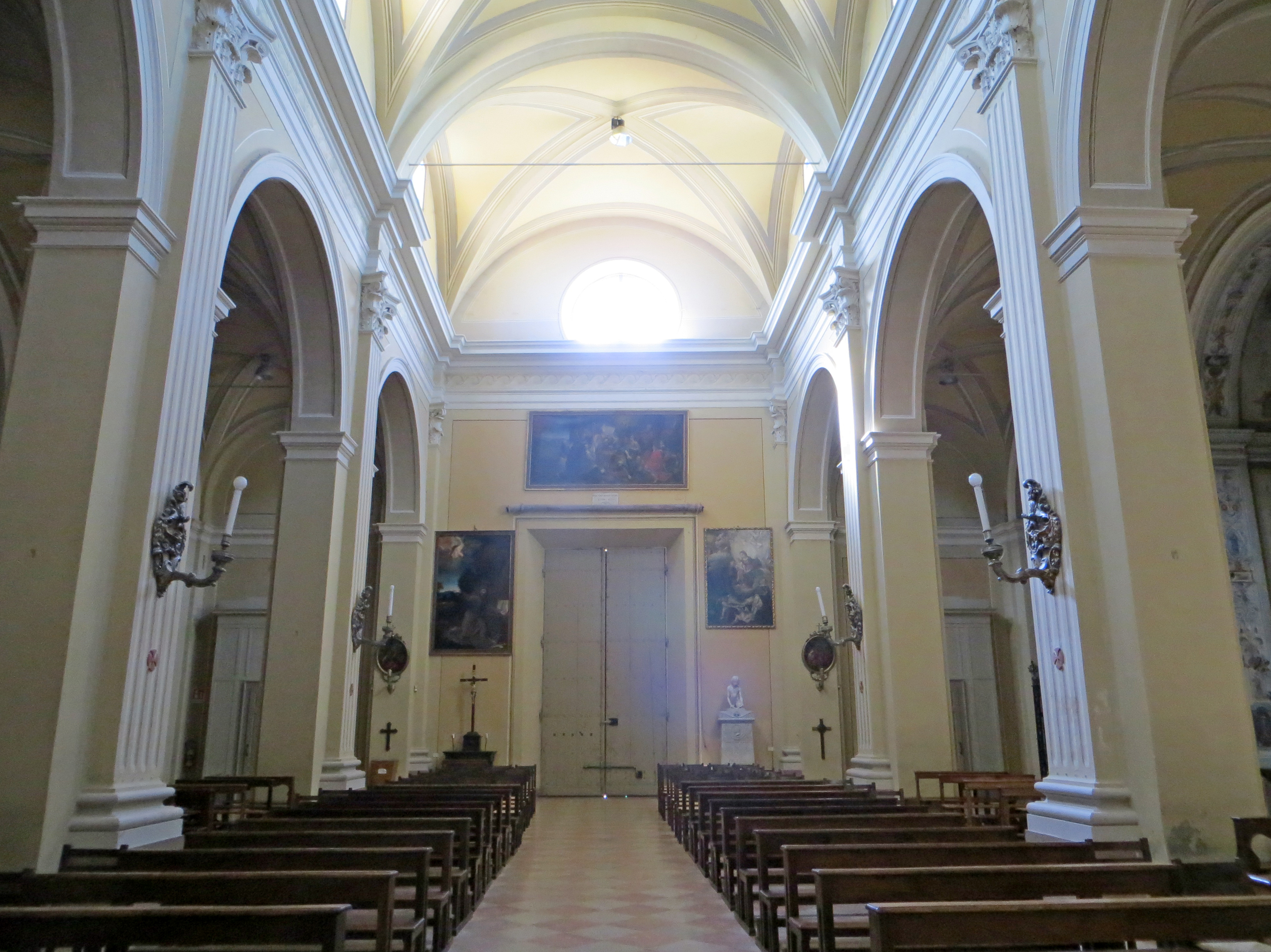
Controfacciata

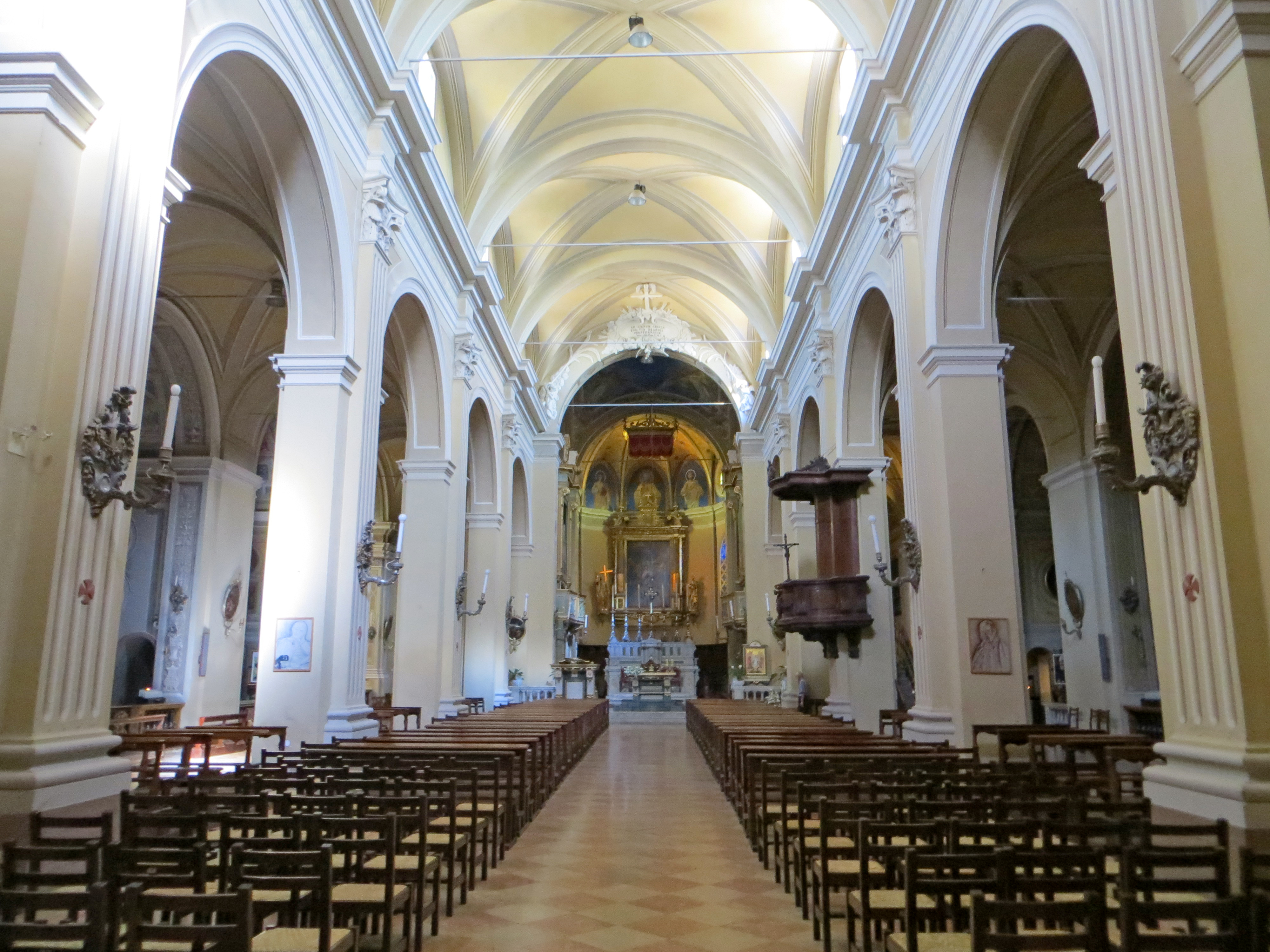
Navata centrale

All'interno, in controfacciata si trovano gli oli raffiguranti San Remigio che battezza Clodoveo, eseguito da Clemente Ruta intorno al 1720, la Madonna col Bambino e i santi Giovannino, Apollonia, Lucia e Agata, realizzato probabilmente da Alessandro Mazzola Bedoli intorno al 1560, e San Francesco che riceve le stimmate, dipinto, secondo la maggior parte dei critici, da Lionello Spada nel 1612 oppure, secondo altri, da Sisto Badalocchio. Nelle vicinanze è inoltre collocato dal 1889 il marmoreo monumento a Pier Luigi Belloni, nobile che si adoperò per l'educazione dei giovani; l'opera, realizzata nel 1840 in stile purista da Tommaso Bandini, si trovava originariamente nel cimitero di Colorno.
L'ampia navata centrale, coperta da cinque volte a crociera costolonate intonacate, è suddivisa dalle laterali attraverso cinque ampie arcate a tutto sesto, rette da massicci pilastri arricchiti da lesene corinzie a sostegno del cornicione perimetrale in aggetto. Quasi tutti i pilastri della navata centrale sono arricchiti da settecenteschi portaceri barocchi, mentre dal quarto sulla destra aggetta un grande pulpito ligneo settecentesco, riccamente intagliato e ornato nel mezzo con lo stemma dei domenicani; l'opera rococò, progettata dall'architetto Antonio Brianti, era originariamente collocata nella distrutta chiesa di San Pietro Martire di Parma.
Le navatelle accolgono le stazioni della Via Crucis, realizzate da Cristoforo Carra nel 1756.

#### Cappelle laterali
Su ciascuna navatella si affacciano attraverso ampie arcate cinque cappelle laterali, oltre a due cappelle absidate sul fondo, accanto al presbiterio.

##### Lato destro

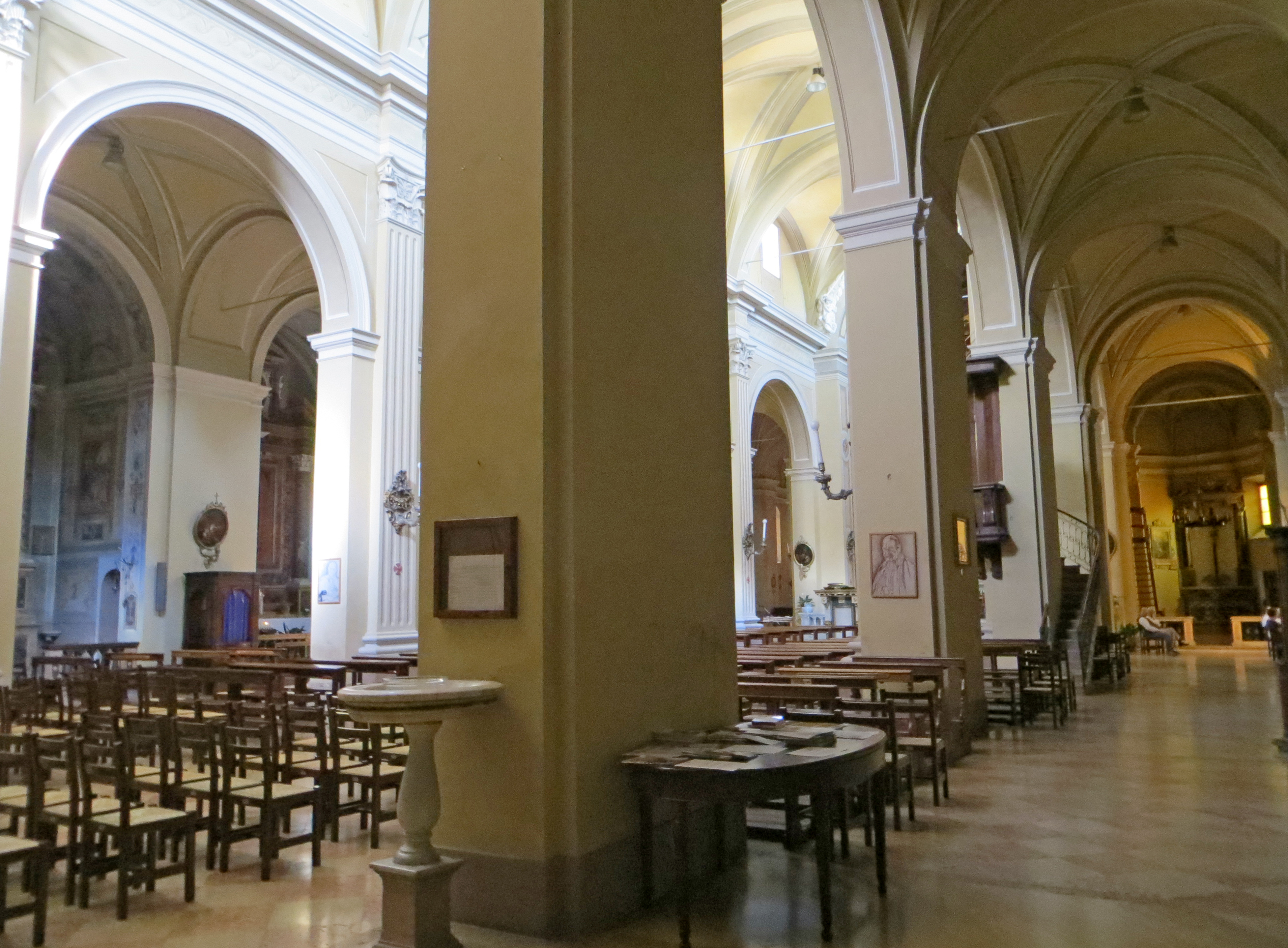
Navata destra e centrale

Sulla destra, il primo vano absidato accoglie un pulpito ligneo del 1859, originariamente collocato nella chiesa di San Tiburzio di Parma.
La seconda cappella, intitolata ai santi Claudio e Carlo Borromeo, accoglie un altare sormontato dalla pala raffigurante la Madonna col Bambino e i santi Claudio e Carlo Borromeo, eseguita tra la fine del XVII secolo e la prima metà del XVIII secolo forse da un artista della scuola di Mauro Oddi.
La terza cappella, dedicata alla Vergine Immacolata, ospita nel mezzo un altare e, ai suoi lati, due tele raffiguranti la Visitazione e la Natività di Gesù, realizzate intorno al 1720 da Clemente Ruta per le cappelle laterali dell'oratorio della Santissima Annunziata di Vedole e successivamente sostituite con altri dipinti.
La quarta cappella, intitolata alla Madonna del Suffragio e a santa Lucia, conserva un altare con la pala rappresentante la Madonna col Bambino e le sante Rosa, Apollonia, Agata e Lucia, dipinta nel 1862 da Francesco Rivara; ai lati sono collocati due ovali ottocenteschi ritraenti Sant'Enrico I e Sant'Anna.
L'ampia quinta cappella, dedicata al santissimo Sacramento e progettata nel 1660 dall'architetto Giovanni Battista Magnani, si sviluppa su una pianta centrale a croce greca; sugli spigoli si elevano quattro pilastri arricchiti da lesene binate corinzie, a sostegno dei pennacchi su cui si impostano la trabeazione e la cupola. Tutti gli spazi sono riccamente decorati con stucchi, realizzati tra il 1660 e il 1666 dai fratelli Leonardo e Domenico Reti; nei pennacchi sono presenti grandi sculture ritraenti i Quattro Evangelisti, mentre nella trabeazione si trova un'alternanza di altorilievi rappresentanti le Allegorie delle virtù e putti con festoni; nel tamburo si aprono quattro finestre, coronate dalle rappresentazioni di Angeli recanti simboli della passione e delimitate da otto lesene, che proseguono sulla cupola a raggiera, rastremandosi verso il centro, con l'effetto prospettico di slanciare la struttura verso l'alto; in sommità, gli otto capitelli delle paraste delimitano l'immagine della Colomba dello Spirito Santo. Sulla parete di fondo si staglia un altare marmoreo, probabilmente progettato dall'architetto Ennemond Alexandre Petitot e realizzato da Domenico Della Meschina intorno al 1780; il coevo tabernacolo presenta uno sportello in bronzo, sbalzato con la raffigurazione di Cristo con la croce forse da Laurent Guyard; al di sopra si innalza una monumentale ancona tardo-seicentesca, delimitata da due colonne corinzie a sostegno di un alto frontone mistilineo, arricchito da statue di putti, da ghirlande e, nel mezzo, dallo stemma del santissimo Sacramento; al suo interno è posta la pala raffigurante l'Ultima Cena, dipinta da Giovanni Venanzi nel 1668. Ai lati, sopra ai confessionali tardo settecenteschi, si aprono due grandi finestroni, inquadrati da cornici e coronati da frontoni spezzati, su cui sono collocate le sculture di vasi e di altri Angeli recanti simboli della passione; sui fianchi, tra le lesene arricchite da otto portaceri ottocenteschi, si aprono inoltre due nicchie, contenenti le statue ritraenti due Fanciulli, aggiunte probabilmente nel XIX secolo.
La cappella sul fondo, posta alla destra del presbiterio e intitolata alla Croce, accoglie un altare settecentesco ornato con un paliotto in scagliola; su un lato è posta la tela rappresentante l'Assunta, eseguita forse da Francesco Rivara intorno alla metà del XIX secolo; l'ambiente conserva inoltre un grande olio raffigurante la Madonna col Bambino e i santi Antonio da Padova e Domenico che offre la città di Colorno, eseguito nella seconda metà del XVII secolo.

##### Lato sinistro

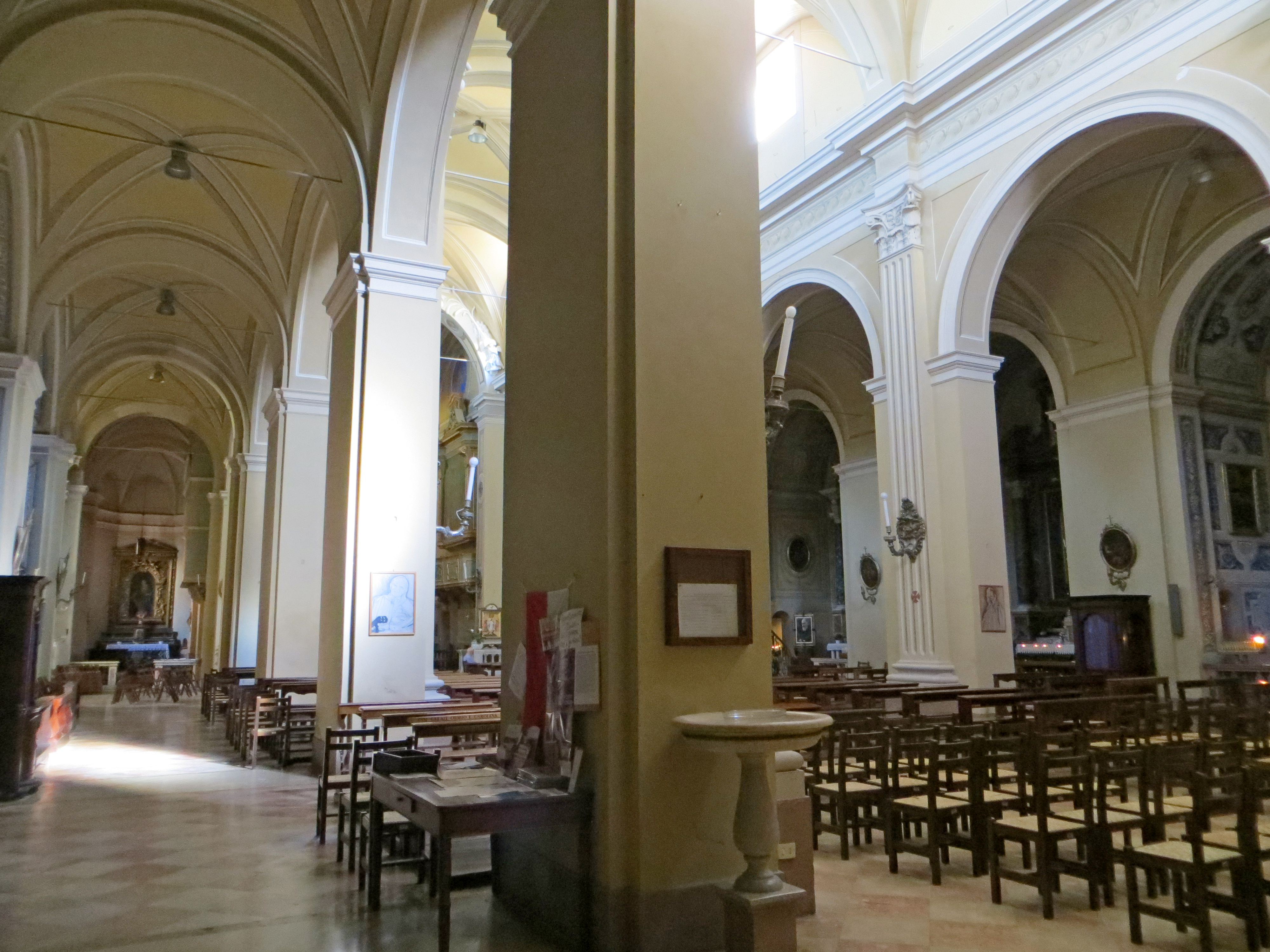
Navata sinistra e centrale

Sulla sinistra, la prima cappella absidata, dedicata al battistero, è chiusa da una cancellata settecentesca in ferro battuto; al suo interno si trova il fonte battesimale ottocentesco in marmo rosso di Verona; l'intera parete semicircolare di fondo è ornata con un affresco raffigurante il Battesimo di Gesù, eseguito da Giovanni Alessandri nel 1836.
La seconda cappella, intitolata a san Rocco, accoglie un altare, sormontato dall'olio rappresentante San Rocco scoperto dai piacentini, dipinto da Alessandro Mazzola Bedoli nel 1568.
La terza cappella, dedicata a san Giuseppe, ospita un altare su cui si eleva la pala raffigurante lo Sposalizio della Vergine, realizzata probabilmente nella seconda metà del XVII secolo; ai lati si trovano, a coppie, quattro ovali, ritraenti Sant'Antonio abate, realizzato intorno al 1800 da Antonio Bresciani, San Giorgio, eseguito da Ilario Spolverini agli inizi del XVIII secolo, San Martino e San Mauro abate, entrambi di autore ignoto.
La quarta cappella, intitolata a Ognissanti, conserva un altare sormontato dalla tela rappresentante la Madonna circondata da santi, dipinta dopo il 1637; ai lati sono posti altri quattro piccoli oli, ritraenti alcuni santi.
L'ampia quinta cappella, dedicata a sant'Antonio da Padova e realizzata nel 1737 su modello della cappella del Santissimo Sacramento posta di fronte, si sviluppa su una pianta centrale a croce greca; sugli spigoli si elevano quattro pilastri arricchiti da lesene binate corinzie, a sostegno dei pennacchi su cui si impostano la trabeazione e la cupola affrescate. Sulla parete di fondo si staglia un altare marmoreo neoclassico risalente all'incirca al 1820, sormontato da un tabernacolo settecentesco chiuso da uno sportello ligneo intagliato con la raffigurazione dell'Agnus Dei; al di sopra si innalza un'ancona coeva, delimitata da due colonne ioniche a sostegno di un'alta trabeazione su cui si eleva un frontone triangolare; al suo interno è posta la pala raffigurante la Madonna col Bambino e i santi Antonio da Padova, Vincenzo Ferreri e Andrea da Avellino, dipinta da Giovan Battista Borghesi nel 1818.
La cappella sul fondo, posta alla sinistra del presbiterio e intitolata all'Addolorata, accoglie un altare ottocentesco neoclassico, ornato con un paliotto in scagliola; al di sopra si innalza un'ancona lignea settecentesca, riccamente intagliata e arricchita da due volute ai lati, dalle sculture di due putti in sommità e da un frontone triangolare a coronamento; al suo interno, si staglia un piccolo sipario rappresentante gli Angeli col monogramma di Cristo, realizzato da Francesco Rivara tra il 1860 e il 1870; l'opera cela una nicchia, contenente una statua in legno dipinto raffigurante l'Addolorata, eseguita nel XVIII secolo forse da Giuseppe Sbravati; sul retro dall'ancona si conservano tracce degli affreschi cinquecenteschi. Sulla parete accanto è collocata una tela ottocentesca ritraente l'Addolorata e angeli.

#### Presbiterio

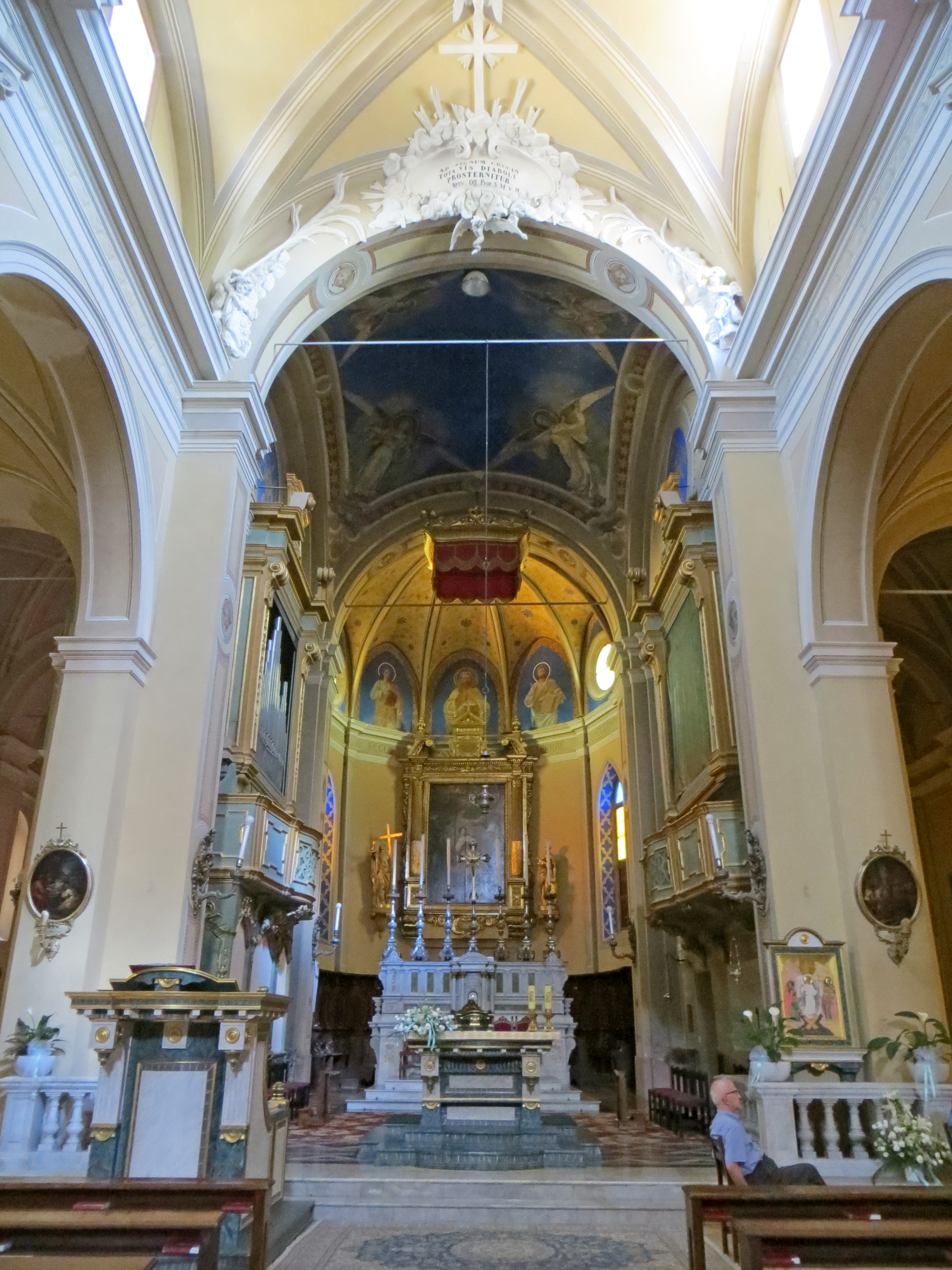
Presbiterio

Il presbiterio, lievemente sopraelevato, è preceduto dall'arco trionfale, decorato con stucchi, e dalla balaustra marmorea, realizzata nel 1904 su disegno dell'architetto Rolando Levacher; l'ambiente è coperto da una volta a vela, ornata con dipinti a tempera raffiguranti Angeli, realizzati da Paolo Baratta sotto la direzione di Cecrope Barilli; al centro del soffitto è appeso un baldacchino tardo-settecentesco in legno dorato.
Nel mezzo si trova l'altare maggiore neoclassico a mensa in legno dipinto a finto marmo, risalente all'incirca al 1750 e originariamente collocato nel distrutto oratorio dei Piazzi; sul retro si erge l'antico altare maggiore marmoreo, realizzato nel 1904 su progetto dell'architetto Levacher. Sulla sinistra è posta una tribuna lignea, intagliata da Marc Vibert nel 1760, forse su progetto del Petitot; l'opera, tripartita da lesene, presenta tre grandi specchiature ad arco mistilineo, coronate da ghirlande e, in quella centrale, da due putti che reggono lo stemma del duca Filippo di Borbone; davanti si trova una poltrona coeva. Superiormente si erge la cantoria, contenente l'organo realizzato da Gaetano Cavalli nel 1892 per sostituire il precedente strumento, che fu collocato nella pieve di San Giovanni Battista di Gainago.
Sul fondo, l'abside a pianta poligonale, scandita da esili paraste, mantiene pressoché intatte le forme tardo-gotiche originarie; alla base è collocato il coro ligneo elevato su due ordini, realizzato forse già intorno al 1650 ma arricchito nel secolo successivo con volute e colonnine ioniche. Superiormente, si staglia nel mezzo una monumentale ancona intagliata e dorata da Giovanni Prevedini nel 1575; l'opera, che cela alcuni lacerti degli affreschi cinquecenteschi, è costituita da una cimasa con volute, affiancata da due mensole su cui si elevano due colonne con capitelli compositi, a sostegno della trabeazione e del frontone mistilineo spezzato di coronamento; ai suoi lati sono collocate due statue in legno dorato raffiguranti la Fede e la Carità, realizzate probabilmente da Giuseppe Sbravati nel 1777 per l'altare maggiore della cappella ducale di San Liborio successivamente smantellato; all'interno è posta la grande pala rappresentante il Martirio di santa Margherita, realizzata, secondo la maggior parte dei critici, dal pittore Francesco Cairo dopo il 1637 oppure, secondo alcuni altri, dal Veronese. Sui fianchi si aprono due grandi monofore ad arco a sesto acuto, mentre in sommità su una serie di archi ogivali affrescati si imposta il catino a spicchi.

#### Sagrestia e canonica
In adiacenza al presbiterio e alla cappella della Croce si sviluppano i locali della sagrestia; gli ambienti conservano varie opere di pregio, tra cui una credenza intarsiata risalente alla seconda metà del XVIII secolo, due troni processionali intagliati da Ignazio Verstrackt nel 1788, tre pianete settecentesche in broccato, un ternario seicentesco in seta, due antichi calici in argento e in rame e argento, un ostensorio argenteo tardo-settecentesco e due lampade pensili in argento, realizzate in stile Impero da Luigi Natale Vernazzi agli inizi del XIX secolo.
La canonica ospita una grande tela raffigurante la Strage degli Innocenti, dipinta, secondo la maggior parte dei critici, da Ilario Spolverini agli inizi del XVIII secolo, oppure, secondo alcuni altri, da Mattia Preti nel XVII secolo; l'opera era inizialmente collocata nella cappella del battistero, ma fu rimossa nel 1836 in occasione della risistemazione dell'ambiente.